# Michael Auprince
Michael Auprince (nascido em 21 de fevereiro de 1993) é um nadador e jogador australiano de basquete em cadeira de rodas, que estabeleceu vários recordes de natação e foi selecionado para representar a Austrália nos Jogos Paralímpicos de Verão de 2012 em Londres, onde conquistou medalhas de ouro e bronze.